# 绘画理论
绘画理论的起源：歌德在1807年提出了在音乐理论模式下建立绘画理论的著名想法；并得到魏玛文化时期的许多先锋派艺术家如：保羅·克利等的注重。

## 从歌德到克利
歌德在1807年说过一句著名的话：绘画缺乏犹如存在于音乐之中那种既定的，公认的理论，在1911年，康定斯基重提歌德的观点，赞成绘画需要一个坚实的基础理论，这个理论应该是图案后面的音乐模式。并补充说：所有艺术之间均存在着深远的联系，而不只是音乐与绘画。
音乐与绘画之间的比较获得众多的关注，其中有1920年魏玛文化期间的先锋派艺术家们，诸如：保羅·克利等。
至于康定斯基和保羅·克利对歌德的倡导取得了多少进展，请参见：瓦西里·康定斯基、保羅·克利。

## 结构、语义、修辞
比利时的一个著名研究小组Groupe µ, 发展了一个绘画研究方法称作：结构语义修辞，这一方法的目标是检查任何绘画手段的格式和审美特征——通过修辞操作的增补、删减、置换和换位。